# Золотарёв, Василий Григорьевич
Василий Григорьевич Золотарёв (23 апреля [5 мая] 1837, Курск — 12 (24) января 1891) — генерал-лейтенант Генерального штаба, начальник Главного управления казачьих войск.

## Биография
Родился в Курске 23 апреля (5 мая) 1837 года.
Воспитанник 1-го Московского кадетского корпуса, откуда был выпущен в 1854 году офицеры в лейб-гвардии Литовский полк — в 5-й запасной батальон; в том же году переведён в Литовский резервный полк и при расформировании его в 1856 году был возвращен в лейб-гвардии Литовский полк с прикомандированием в Орловский Бахтинский кадетский корпус в должности репетитора русского языка; с 1 марта 1860 года — дежурный офицер. После сдачи экзаменов 27 декабря 1860 года был зачислен в Николаевскую академию генерального штаба, которую окончил по 1-му разряду в 1862 году. Затем около десяти лет провёл на Кавказе, занимая различные должности по генеральному штабу; с 1 апреля 1868 года — полковник.
С 1872 по 1875 год Золотарёв состоял при главном штабе, в 1873 году принимал деятельное участие в экспедиции против Хивы Мангышлакского отряда (орден Св. Владимира 4-й степени), затем участвовал в русско-турецкой войне 1877—1878 годов, находясь при штабах Рущукского и Восточного отрядов (орден Св. Владимира 3 степени с мечами) и исправляя должности Систовского и Рущукского губернатора; 2 октября 1877 года был произведён в генерал-майоры. По окончании войны служил по гражданскому управлению в княжестве Болгарском при князе Дундукове-Корсакове, исполнял обязанности военного министра княжества, и на его долю выпала организация болгарских вооружённых сил; с 19 ноября 1879 по 8 октября 1881 года был начальником штаба 12-го армейского корпуса. 
В 1881 году призван на пост помощника начальника Главного управления казачьих войск и энергично работал в составе комиссии по переустройству кавалерии, а в 1882 году занял пост начальника этого управления; с 30 августа 1886 года — генерал-лейтенант. Во время управления Золотарёвым казачьими войсками было образовано Уссурийское войско (1889); значительно увеличен состав главного управления казачьих войск, проведена реформа станичного общественного управления и сделано немало улучшений по гражданской и военной подготовке.

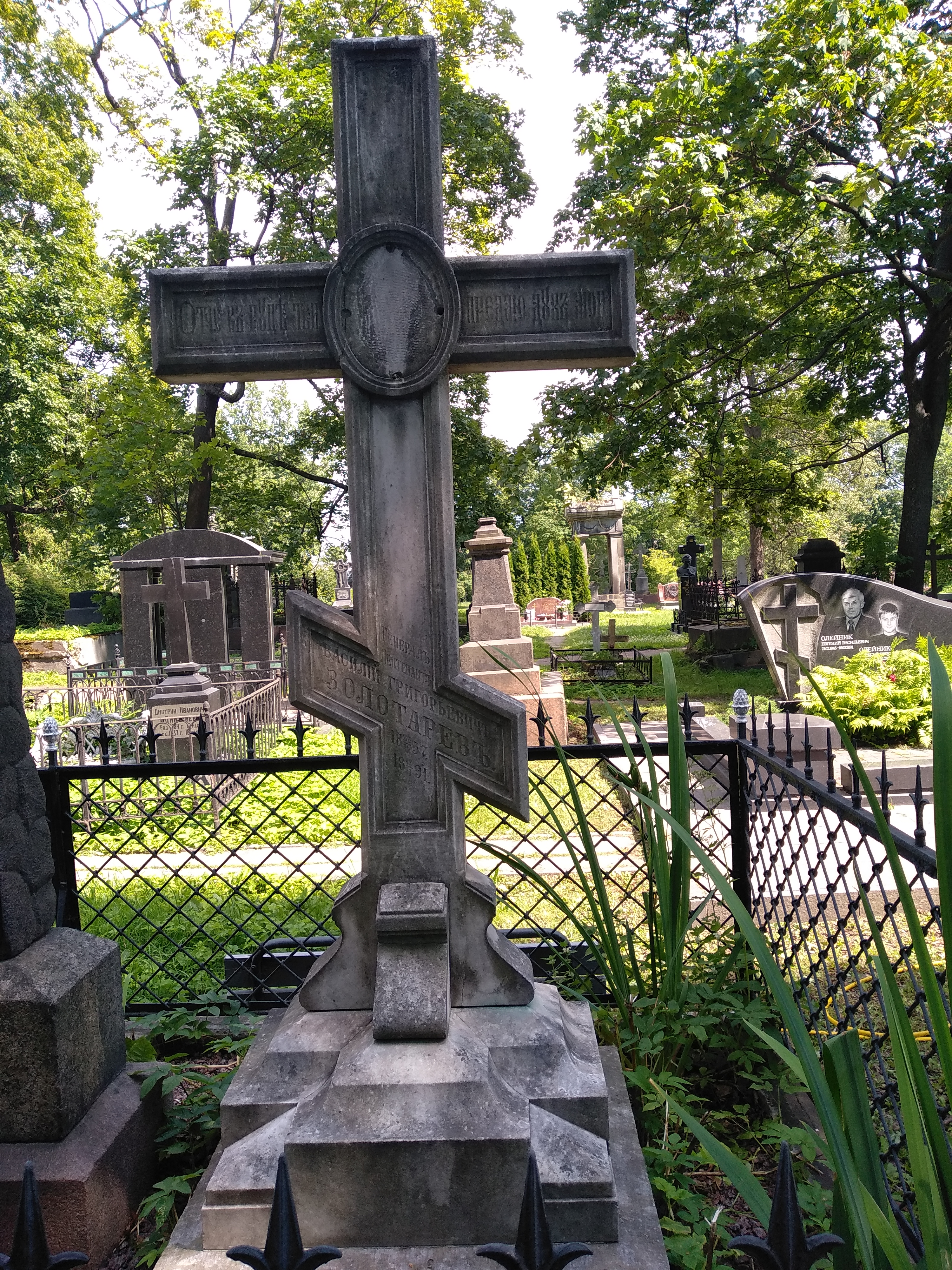
Могила В. Г. Золотарёва на Никольском кладбище Александро-Невской лавры Санкт-Петербурга.

Умер 12 (24) января 1891 года. Похоронен на Никольском кладбище Александро-Невской лавры. Был холост.

## Награды
- орден Св. Анны 3-й ст. (1865)
- орден Св. Анны 2-й ст. (1870)
- орден Св. Владимира 4-й ст. (1874)
- орден Св. Владимира 3-й ст. с мечами (1878)
- орден Св. Станислава 1-й ст. (1879)
- орден Св. Анны 1-й ст. (1882)
- орден Св. Владимира 2-й ст. (1884)
- орден Белого орла (1889)
- японский орден Восходящего солнца 1-й ст. (1888)
- греческий орден Спасителя 1-й ст.